# Oceanic (Schiff, 1965)
Die Oceanic war ein 1965 in Italien gebautes Linienpassagier- und Kreuzfahrtschiff. Die Oceanic zählte zu den letzten für den Transatlantik-Linienpassagierdienst entworfenen Schiffen und war vor ihrer Verschrottung der letzte überlebende italienische Vertreter dieser Schiffsspezies. Ihre schiffbauliche Bedeutung liegt insbesondere in der Vielzahl von konstruktiven Neuerungen, die später zum Standard wurden.

## Geschichte
Das Schiff wurde am 29. Oktober 1961 als Baunummer 1876 der italienischen Werft Cantieri Riuniti dell’Adriatico in Monfalcone auf Kiel gelegt. Auftraggeber war die Passagierreederei Home Lines, die mit der Oceanic ihren ersten Neubauauftrag vergab. Entworfen wurde das Schiff, um im Sommer im Linienverkehr von Cuxhaven, Le Havre und Southampton nach Kanada zu pendeln und im Winter auf Kreuzfahrten eingesetzt zu werden. Bei der Ablieferung des Schiffes am 31. März 1965 hatte der zu Beginn der 1960er Jahre rasant wachsende Passagierluftverkehr die Passagierzahlen der Linienschifffahrt bereits soweit schrumpfen lassen, dass ein wirtschaftlicher Einsatz auf der Atlantikroute nicht mehr gewährleistet werden konnte. Home Lines setzte die Oceanic stattdessen auf Kreuzfahrten von New York in die Karibik ein.

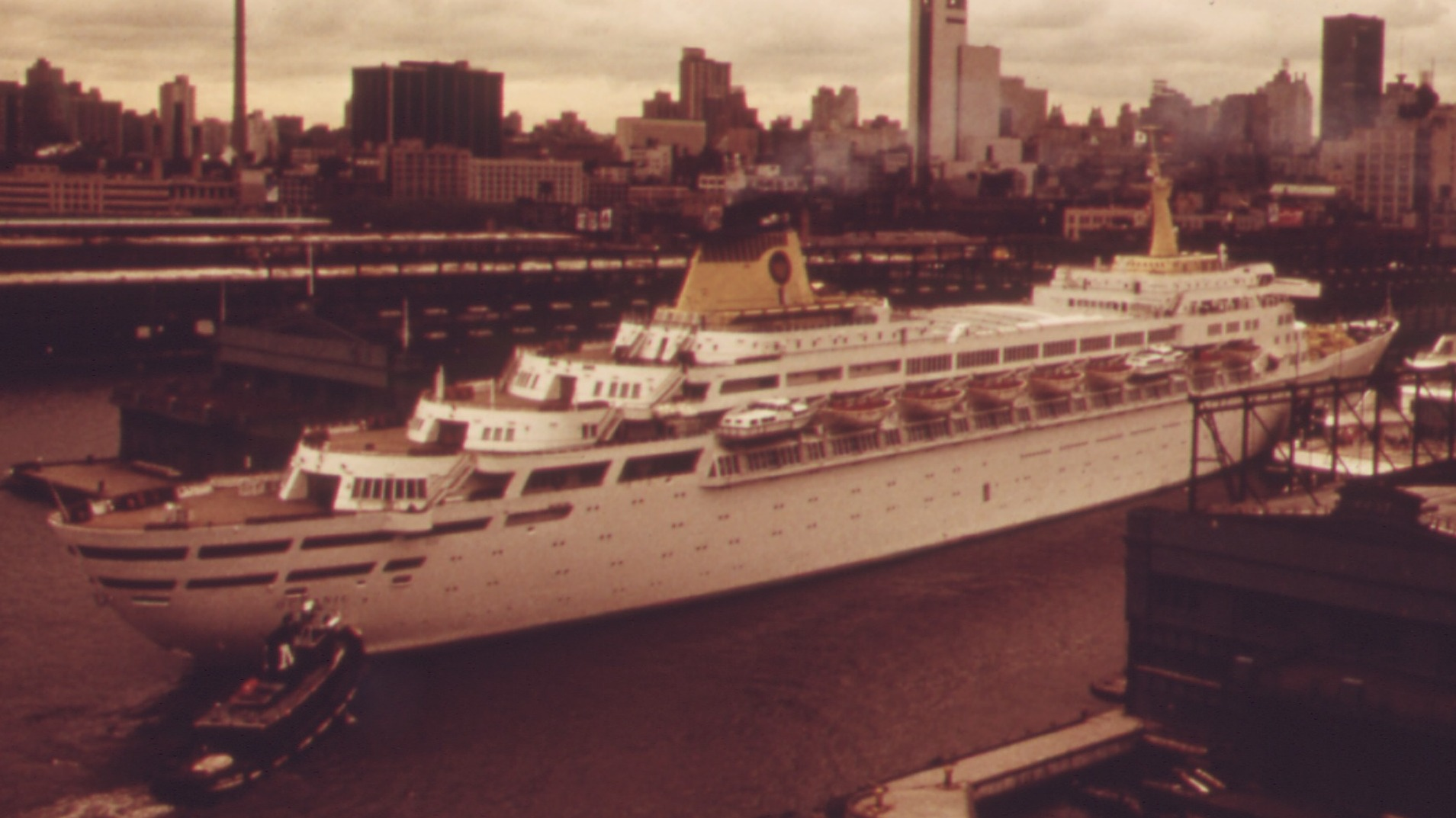
Die Oceanic 1973 in New York

Nach über zwei Jahrzehnten bei Home Lines erwarb die Reederei Premier Cruise Line das Schiff im Jahr 1985. Die neuen Eigner tauften es zunächst in Royale Oceanic um, setzten es nach einer umfangreichen Überholung ab 1986 aber als StarShip Oceanic auf Kurzkreuzfahrten von Port Canaveral ein.
Im Jahr 2000 wurde das Schiff für kurze Zeit unter dem Namen Big Red Boat I betrieben und für preisgünstige Fahrten zu den Bahamas eingesetzt. Schon im September des Jahres wurde das Schiff in Freeport, Bahamas, an die Kette gelegt, da die Reederei in finanzielle Schieflage geraten war. Nach dem Konkurs von Premier übernahm der spanische Reiseveranstalter Pullmantur Cruises das Schiff am 30. Dezember 2000 und gab ihm seinen alten Namen Oceanic zurück. Bis Anfang 2009 blieb das Schiff für Pullmantur auf Mittelmeerkreuzfahrten in Fahrt. Im März 2009 erwarb die japanische Peace-Boat-Organisation das Schiff und im April wurde es an den Eigner Japan Grace eingetragen.
Im Juni 2012 traf die Oceanic zur Verschrottung im chinesischen Zhoushan ein. Peace Boat setzte anschließend, ab Mai 2012, die zunächst von Pullmantur gecharterte Ocean Dream ein.

## Ausstattung und Technik
Aufgrund der Konzeption war die Oceanic darauf ausgelegt, im Linienverkehr bis zu 1600 Passagiere in zwei Klassen zu befördern. Neben 230 Passagieren der Ersten Klasse konnten in der Touristenklasse weitere 1.370 Personen in 500 Kabinen befördert werden. Auf Kreuzfahrten lag die Kapazität bei 1200 Personen.
Außer den üblichen Bereichen, wie beispielsweise zwei große Kinos, Theater usw. standen den Gästen einige damals neuartig gestaltete Bereiche zur Verfügung. Der als „Lido“ bezeichnete Swimmingpoolbereich befand sich mittig auf dem obersten Deck, war komplett verglast und konnte je nach Witterungsbedingungen nach oben komplett geöffnet werden. Genauso waren alle Promenadendecks komplett verglast. Der große Speisesaal fiel wiederum durch das Fehlen von tragenden Stützen aus dem Rahmen. Die Rettungsboote waren, anders als vorher üblich, weit unten statt auf einem der höchsten Decks angeordnet.
Das Schiff zeichnete sich darüber hinaus durch ein weiteres bemerkenswertes schiffbauliches Konstruktionsdetail aus. Die Decks wiesen im Passagierbereich, also über den weitaus größten Teil des Schiffes keinen Deckssprung und keine Balkenbucht auf. Sie sind daher eben und liegen parallel zur Wasserlinie, Anfang der 1960er Jahre ein Novum im Passagierschiffbau.
Ein Großteil der Neuerungen wurde schon von den Ingenieuren Pieterse der Werft Koninklijke Maatschappij „De Schelde“ und William Vandesteel bei einer 1955 durchgeführten Projektierung eines Passagierschiffsneubaus für Aristoteles Onassis angedacht, aber erst bei der Oceanic verwirklicht.
Die Oceanic verfügte über eine turbomechanische Antriebsanlage, die aus zwei Satz CRDA-Alfa-Getriebeturbinen bestand. Bei dieser Bauart bilden die Dampfturbine sowie das nachgeschaltete Reduktionsgetriebe eine Einheit. Vier Foster-Wheeler-Wasserrohrkessel mit Überhitzer erzeugten Heißdampf unter einem Druck von 55 bar, mit dem die Turbinen betrieben wurden. Das Getriebe reduzierte die Drehzahl der Turbine von 5.500/min auf eine vergleichsweise hohe Propellerdrehzahl von 1150/min, mit der das Schiff eine Geschwindigkeit von über 27 Knoten erreichte. Die Stromversorgung des Schiffes erfolgte über drei Hauptgeneratorsätze, zwei Wellengeneratoren und zwei Notstromaggregate.